# Ischnura taitensis
Ischnura taitensis – gatunek ważki z rodziny łątkowatych (Coenagrionidae). Jest endemitem wyspy Tahiti w Polinezji Francuskiej.